# Cantó de Fougères-Sud
El cantó de Fougères-Sud (bretó Kanton Felger-Su) és una divisió administrativa francesa situat al departament d'Ille i Vilaine a la regió de Bretanya.

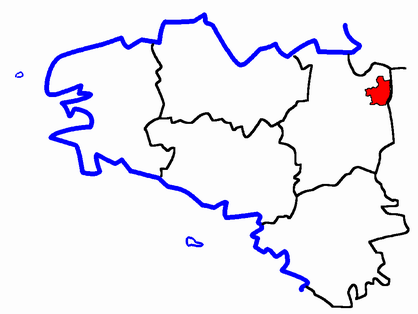
Situació del cantó

## Composició
El cantó aplega 9 comunes :
| Nom francès              | Nom bretó         | Població | km²    | Codi Postal | Codi INSEE |
| Billé                    | Bilieg            | 832      | 16,96  | 35133       | 35025      |
| Combourtillé             | Komorzhel         | 401      | 9,25   | 35210       | 35086      |
| Dompierre-du-Chemin      | Domper-an-Hent    | 470      | 9,68   | 35210       | 35100      |
| Fougères (part)          | Felger            | 7.787    | ?      | 35300       | 35115      |
| Javené                   | Yaoueneg          | 1.517    | 18,45  | 35133       | 35137      |
| Lécousse                 | Eskuz             | 2.826    | 11,06  | 35133       | 35150      |
| Parcé                    | Parzieg           | 602      | 16,88  | 35210       | 35214      |
| Romagné                  | Rovenieg          | 1.605    | 26,93  | 35133       | 35243      |
| Saint-Sauveur-des-Landes | Kersalver-al-Lann | 994      | 18,84  | 35133       | 35310      |
| Cantó                    | Felger-Su         | 17.034   | 128,05 | -           | 3513       |

## Evolució demogràfica
| 1962  | 1968  | 1975  | 1982  | 1990  | 1999  |
| ----- | ----- | ----- | ----- | ----- | ----- |
| 6.230 | 6.023 | 6.338 | 8.257 | 8.961 | 9.247 |

## Història
| Data d'elecció                           | Identitat       | Partit | Qualitat |
| ---------------------------------------- | --------------- | ------ | -------- |
| 1985                                     | Philippe Nogrix | UDF    |          |
| 2004-                                    | Thierry Benoit  | UDF    |          |
| les dades anteriors no són pas conegudes |                 |        |          |
|                                          |                 |        |          |